# Ixodes howelli
Ixodes howelli (лат.) — вид клещей рода Ixodes из семейства Ixodidae. Северная Америка. Паразитируют на птицах: среди хозяев скалистые ласточки (Petrochelidon pyrrhonota) и некоторые другие птицы (вьюрки и соколы). Вид был впервые описан в 1938 году американским паразитологом Гленом Милтоном Колсом (Glen Milton Kohls, 1905—1986) с соавторами.

## Распространение
Северная Америка: США, в штатах Монтана, Калифорния, Колорадо.